# Camden (Nueva Jersey)
Camden es una ciudad ubicada en el condado de Camden en el estado estadounidense de Nueva Jersey. En el año 2010 tenía una población de 77 344 habitantes y una densidad poblacional de 2875 personas por km². Se encuentra sobre la orilla izquierda del río Delaware, que lo separa de Pensilvania.
Camden acoge uno de los 3 campus de la Universidad Rutgers (los otros dos están situados en Nuevo Brunswick y en Newark). Rutgers es la Universidad Estatal de Nueva Jersey.
Camden es conocida por ser el lugar donde se creó en 1901 la multinacional Victor Talking Machine Company, y la Campbell Soup Company. Pese a que las oficinas corporativas de Campbell han permanecido en Camden durante décadas, no ha ocurrido lo mismo con la fábrica, que cerró sus puertas en 1996.
En 2004, Camden fue declarada la "Ciudad más peligrosa de Estados Unidos" por la Corporación Morgan Quitno, subiendo del tercer puesto que ocupaba en 2003 y liderando el ranking de las 369 poblaciones estudiadas. La ciudad recibió de nuevo ese título en 2005, con Detroit, Míchigan y St. Louis, Misuri en segundo y tercer puesto respectivamente.

## Historia
Walt Whitman vivió sus últimos años en Camden y está enterrado en el Cementerio Harleigh, en Haddon Avenue.
Camden es el lugar donde abrió sus puertas el 6 de junio de 1933 el primer auto-cine, inventado por Richard Hollingshead.
Desde 1899 hasta 1967, Camden fue la sede de la Corporación de Astilleros de Nueva York, que durante la II Guerra Mundial fue el mayor y más productivo fabricante de barcos del mundo. Algunos de los mejores aparatos surgidos de este astillero fueron el crucero USS Indianapolis y el portaviones USS Kitty Hawk (CV-63). En 1962, el primer barco comercial impulsado por energía nuclear, el NS Savannah, fue botado en Camden. El área de Fairview de Camden era un pueblecito ajardinado construido al más puro estilo europeo por el gobierno federal durante la I Guerra Mundial para alojar a los trabajadores de la New York Shipbuilding Corporation. 
El 6 de septiembre de 1949, el asesino en serie Howard Unruh perpetró una masacre en su vecindario de Camden. Trece personas fallecieron a consecuencia del hecho. En 2004, el FBI la declaró ciudad más peligrosa de EE. UU. Unruh fallece el 20 de octubre de 2009 luego de pasar 60 años en reclusión. Cabe destacar que antes de matar había estado en Europa en la Segunda Guerra Mundial. Se decía que su perfil no se ajustaba a un asesino en serie, más bien a alguien que tuvo "un día de furia".
Desde 1969, Camden ha visto reducido su número de residentes y de empleos durante 25 años debido en gran parte a la decadencia urbana, la construcción de autopistas, y tensiones raciales. El peor episodio de este tipo tuvo lugar en agosto de 1971 cuando un conductor puertorriqueño fue apaleado por la policía y murió. Algunas áreas del centro de la ciudad fueron saqueadas e incendiadas 
La ciudad es mencionada en la canción "Places" de Fountains of Wayne.

## Demografía
Según la Oficina del Censo en 2000 la renta per cápita para la localidad era de $11,967. Alrededor del 38.3% de la población estaba por debajo del umbral de pobreza.
Según datos de la Oficina del Censo de los Estados Unidos en 2006, el 44% de los habitantes censados viven en la pobreza, la tasa más alta de todo el país. La ciudad tenía un nivel de ingresos por familia medio de 18.007 dólares, el más bajo de entre todas las comunidades estadounidenses con más de 65.000 residentes, convirtiéndola en la ciudad más pobre de EE. UU.

## Transporte
La Autoridad Portuaria del río Delaware (DRPA), una agencia biestatal con sede en la propia Camden, es la propietaria del puente Benjamin Franklin, que conecta Camden con Filadelfia; las 3 estaciones de Camden del transbordador de la PATCO; el ferry Penn's Landing en Filadelfia; y otros muchos servicios del área portuaria.
El centro de Transportes Intermodal Walter Rand está situado en Broadway & Mickle Blvd. Además de un nodo esencial para los autobuses de Nueva Jersey y las "Greyhound Lines", el Centro de Transportes Walter Rand alberga también una estación de los tranvías del PATCO y del sistema River LINE.

## Educación
El Distrito Escolar de la Ciudad de Camden gestiona las escuelas públicas de Camden.